# 財産分与
財産分与（ざいさんぶんよ）とは、離婚の財産的効果として、一方の者の請求により婚姻中に協力して蓄積した財産を清算するため財産を民法第768条、民法第771条に基づき分与すること。
財産分与については、以下のような問題点が学説及び実務上存在する。
- 財産分与請求権
内縁の夫婦の一方の死亡により内縁関係が解消した場合に、財産分与を請求することはできない（最高裁判例）。

- 財産分与と慰謝料請求権
- 財産分与と詐害行為取消権